# Acrapex malagasy
Acrapex malagasy är en fjärilsart som beskrevs av Pierre E.L. Viette 1967. Acrapex malagasy ingår i släktet Acrapex och familjen nattflyn. Inga underarter finns listade i Catalogue of Life.